# Xerox NoteTaker
Xerox NoteTaker — вероятно первый переносной компьютер. Разработан в лаборатории Xerox PARC в Пало-Альто (Калифорния, США) в 1976 году. Хотя он не выпускался массово, и было собрано всего около 10 прототипов, он оказал сильное влияние на конструкцию и дизайн более поздних портативных компьютеров Osborne 1 и Compaq Portable.
NoteTaker спроектирован командой, в которую входили Адель Голдберг, Дуглас Фейрбейрн и Ларри Теслер. Он вобрал в себя многое из более ранних исследований Алана Кея, который за некоторое время до этого разрабатывал проект Dynabook. В то время как Dynabook остался всего лишь концепцией переносного компьютера, которую невозможно было реализовать при имеющихся технологиях того времени, NoteTaker был призван продемонстрировать что это возможно.
Компьютер содержал самые передовые технологии тех времен, включая встроенный монохромный монитор, флоппи-дисковод и компьютерную мышь. Он обладал 128 КБ ОЗУ, что для того времени было очень много, и работал на процессоре с тактовой частотой 1 МГц. Работал под управлением версии операционной системы Smalltalk, которая была написана для компьютера Xerox Alto, ставшего первым компьютером с графическим интерфейсом пользователя.
NoteTaker помещён в корпус похожий по форме на корпус переносной швейной машинки. Клавиатура откидывалась вниз, открывая монитор и флоппи-дисковод. Такое конструктивное решение позже было использовано в ставших очень успешными переносных компьютерах Osborne 1 и Compaq Portable. Однако эти более поздние компьютеры были наполовину легче NoteTaker’a, который весил 22 кг. Если бы NoteTaker выпускался для продажи, то его цена, по всей вероятности, превышала бы 50 000 долларов США.